# Бромма (район)
Бромма (швед. Bromma) — район у західній частині Стокгольма, Швеція, що входить до складу муніципалітету Стокгольма. 
Бромма в основному складається з парафій Бромма і Вестерлед. 
Четвертий за величиною аеропорт у Швеції та третій з аеропортів поблизу Стокгольма, аеропорт Стокгольм-Бромма, вперше був побудований у Броммі в 1936 році. 

Південно-східна частина Бромми є одним з найбагатших районів у Стокгольм.

## Опис
Станом на 2004 рік населення становить 59 229 осіб на площі 24,60 км², що дає щільність 2 407,68/км².
Бромма усіяна крихітними лісами, парками й озерами, зокрема природним заповідником Юдарскоген, що оточує озеро Юдарн, а також парками навколо палаців Окесгов та Ульвсунда. 
Церква Бромма є однією з найвидатніших католицьких церков у регіоні, відзначена повною схемою настінних розписів пізньосередньовічного художника Альберта Піктора (бл. 1440 - бл. 1507).

Бромма складається переважно з житлових кварталів з високим і середнім рівнем доходів, а також промислового району Ульвсунда. 
Розташований неподалік від аеропорту Стокгольм-Бромма, єдиного аеропорту у місті Стокгольм. 
Аеропорт був відкритий в 1936 році і обслуговує переважно внутрішні напрямки; з близько 1,25 мільйона пасажирів на рік, це 2-й за величиною аеропорт в окрузі Стокгольм. 
Кемпінг Онгбю є одним з найбільших кемпінгів у Стокгольмі і розташований неподалік від великого пляжу біля озера Меларен.